# Coregonus migratorius
Coregonus migratorius, conosciuto comunemente come omul, è un pesce d'acqua dolce appartenente alla famiglia Salmonidae.

## Distribuzione e habitat
È diffuso nel lago Bajkal e nei fiumi immissari, in Siberia.

## Descrizione
L'omul presenta un corpo allungato, compresso ai fianchi, con profilo dorsale orizzontale e ventre poco pronunciato. Gli occhi sono grandi, le pinne alte, la coda forcuta. 

La livrea è molto semplice: tutto il corpo è grigio-argenteo, la testa più scura, il ventre bianco. Le pinne sono grigio-scure.

## Alimentazione
L'omul si ciba principalmente di plancton e di altri piccoli animali.

## Pesca
È un'importante fonte di sostentamento per la popolazione del Bajkal, che lo pescano per la vendita in tutti i mercati siberiani e russi. Il suo caviale è considerato una raffinatezza gastronomica.
In Siberia è uno dei pesci utilizzati per la preparazione della stroganina, piatto di pesce crudo congelato tagliato in fette lunghe e molto sottili e consumato ancora ghiacciato.

## Curiosità
L'omul è uno degli alimenti più facilmente acquistabili e serviti ai viaggiatori della ferrovia transiberiana.